# Josep Roger i Balet
Josep Roger i Balet (Barcelona, 3 de març de 1889 - Buenos Aires, 1973) fou un comerciant i filantrop català.
Fill d'una família de treballadors, i amb una infància marcada per una greu malaltia, el 1906, amb disset anys, emigrà a l'Uruguai, i després d'una breu estada a Montevideo treballant en un magatzem de comestibles, s'establí a l'Argentina, a Buenos Aires, on es dedicà als negocis comercials i feu una gran fortuna. Fundà i dirigí el bazar "Dos Mundos", amb sucursals a diverses ciutats del país. Preocupat pel desenvolupament de l'educació, feu donació de quaranta vuit edificis per a escoles, subsidis, beques, i pensions per a alumnes d'universitats i col·legis. Establí premis per a estimular el desenvolupament i perfeccionament de l'aviació argentina. També donà escoles a la República Oriental de l'Uruguai. Rebé l'Ordre d'Isabel la Catòlica, amb el grau de comanador d'Espanya, les Palmas Sanmartinianas de l'Instituto Sanmartiniano de Buenos Aires, i la insígnia de l'Orde de l'Estel de la Solidaritat Italiana. Popularment, era anomenat “el sembrador de escuelas”.